# Обратный оператор

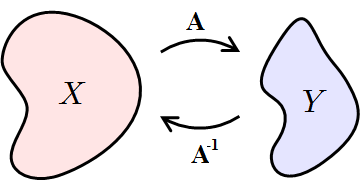
Если A отображает X на Y, то A^{−1} отображает Y на X

Обратный оператор к оператору {\displaystyle A} — оператор, который каждому {\displaystyle y} из множества значений {\displaystyle {\mbox{Im}}\,A} оператора {\displaystyle A} ставит в соответствие единственный элемент {\displaystyle x} из области определения {\displaystyle {\mathcal {D}}(A)} оператора {\displaystyle A}, являющийся решением уравнения {\displaystyle Ax=y}. Если оператор {\displaystyle A} имеет обратный, то есть уравнение {\displaystyle Ax=y} имеет единственное решение при любом {\displaystyle y} из {\displaystyle {\mbox{Im}}\,A}, то {\displaystyle A} называется обратимым. Обратный оператор обозначается {\displaystyle A^{-1}}.

## Определение и условия существования
Другое определение: оператор {\displaystyle B} называется обратным к оператору {\displaystyle A}, если {\displaystyle BA=I,\,AB=I}, где {\displaystyle I} — единичный оператор. Если выполняется только соотношение {\displaystyle BA=I} или только {\displaystyle AB=I,} то оператор {\displaystyle B} называется левым обратным или правым обратным соответственно. Если оператор {\displaystyle A} имеет левый обратный и правый обратный, то они равны между собой, а оператор {\displaystyle A} является обратимым. Если обратный оператор существует, он определяется единственным образом.
Оператор {\displaystyle A} обратим, если он отображает {\displaystyle {\mathcal {D}}(A)} на {\displaystyle {\mbox{Im}}\,A} взаимно однозначно, то есть при различных {\displaystyle x\in {\mathcal {D}}(A)} принимает различные значения {\displaystyle y}. Если оператор {\displaystyle A} — линейный, то для существования обратного оператора достаточно, чтобы {\displaystyle Ax=0} выполнялось только при {\displaystyle x=0}.
Линейный оператор (даже ограниченный) может иметь обратный, определённый не на всём пространстве. Например, в пространстве {\displaystyle \ell _{2}} линейный оператор
{\displaystyle A(x_{1},x_{2},x_{3},\dots )=(0,x_{1},x_{2},\dots )}
имеет обратный, который определен для векторов с первой координатой равной нулю: {\displaystyle x_{1}=0}.

## Свойства
- {\displaystyle (A^{-1})^{-1}=A.}[6]
- {\displaystyle (A_{1}A_{2})^{-1}=A_{2}^{-1}A_{1}^{-1}.}[3]
- Оператор {\displaystyle A^{-1}}, обратный к линейному оператору, также линеен.[1]
- {\displaystyle (A^{-1})^{*}=(A^{*})^{-1}}, {\displaystyle A^{*}} — сопряжённый оператор[7].

## Теоремы об обратном операторе

### ТеоремаБанаха
| Пусть {\displaystyle A} — линейный ограниченный оператор, взаимно однозначно отображающий банахово пространство {\displaystyle E} на банахово пространство {\displaystyle E_{1}}. Тогда обратный оператор {\displaystyle A^{-1}} ограничен. |

Теорема Банаха является одним из основных принципов линейного анализа. Из неё следует теорема об открытом отображении: линейное непрерывное отображение {\displaystyle A} банахова пространства {\displaystyle E} на (всё) банахово пространство {\displaystyle E_{1}} открыто.

### Достаточные условиясуществования обратного оператора
- Пусть линейный оператор {\displaystyle A}, отображающий линейное нормированное пространство {\displaystyle E} на линейное нормированное пространство {\displaystyle E_{1}}, удовлетворяет для любого {\displaystyle x\in E} условию

{\displaystyle \|Ax\|\geq m\|x\|,}
где {\displaystyle m>0} — некоторая константа. Тогда существует обратный ограниченный линейный оператор {\displaystyle A^{-1}}.
- Пусть {\displaystyle A} — линейный ограниченный обратимый оператор, действующий из банахова пространства {\displaystyle E} в банахово пространство {\displaystyle E_{1}} и {\displaystyle \Delta A} — линейный ограниченный оператор из {\displaystyle E} в {\displaystyle E_{1}} такой, что {\displaystyle \|\Delta A\|<1/\|A^{-1}\|}. Тогда оператор {\displaystyle B=A+\Delta A} имеет ограниченный обратный, причём

{\displaystyle \|B^{-1}-A^{-1}\|\leq {\frac {\|\Delta A\|}{1-\|A^{-1}\|\|\Delta A\|}}\|A^{-1}\|^{2}}.
- Пусть {\displaystyle E} — банахово пространство, {\displaystyle I} — тождественный оператор в {\displaystyle E}, а {\displaystyle A} — такой линейный ограниченный оператор, отображающий {\displaystyle E} в себя, что {\displaystyle \|A\|<1}. Тогда оператор {\displaystyle (I-A)^{-1}} существует, ограничен и представляется в виде ряда

{\displaystyle (I-A)^{-1}=\sum \limits _{k=0}^{\infty }A^{k}}.

## Примеры

### Преобразование Фурье
{\displaystyle g(\lambda )=\int \limits _{-\infty }^{\infty }f(t)e^{-i\lambda t}dt}
можно рассматривать как линейный ограниченный оператор, действующим из пространства {\displaystyle L_{2}(-\infty ,\infty )} в себя. Обратным оператором для него является обратное преобразование Фурье
{\displaystyle f(t)={\frac {1}{2\pi }}\int \limits _{-\infty }^{\infty }g(\lambda )e^{i\lambda t}d\lambda }.

### Операторы интегрирования и дифференцирования
Для оператора интегрирования
{\displaystyle Ax=\int \limits _{0}^{t}x(\tau )\,d\tau ,}
действующего в пространстве непрерывных функций {\displaystyle C[0,1]}, обратным будет оператор дифференцирования:
{\displaystyle A^{-1}y={\frac {d}{dt}}y(t),}
определённый на линейном многообразии непрерывно дифференцируемых функций, таких что {\displaystyle y(0)=0}.

### Оператор Штурма-Лиувилля
Для дифференциального оператора Штурма-Лиувилля
{\displaystyle Ax={\frac {d}{dt}}\left\{p(t){\frac {dx}{dt}}\right\}+q(t)x,}
определённого на линейном многообразии дважды непрерывно дифференцируемых функций таких, что {\displaystyle x(0)=x(1)=0},
обратным оператором является интегральный оператор
{\displaystyle A^{-1}y=\int \limits _{0}^{1}G(t,\tau )y(\tau )\,d\tau ,}
где {\displaystyle G(t,\tau )} — функция Грина. {\displaystyle A^{-1}} — линейный ограниченный оператор в {\displaystyle C[0,1]}.

### Интегральный оператор
Пусть
{\displaystyle Ax=\int \limits _{0}^{1}K(t,s)x(s)\,ds}
— интегральный оператор в пространстве непрерывных функций {\displaystyle C[0,1]}. При достаточно малых значениях параметра {\displaystyle \lambda } оператор {\displaystyle (I-\lambda A)} (где {\displaystyle I} — единичный оператор) имеет ограниченный обратный
{\displaystyle (I-\lambda A)^{-1}y=y(t)+\lambda \int \limits _{0}^{1}R(t,s,\lambda )y(s)\,ds},
где {\displaystyle R(t,s,\lambda )} — резольвента ядра {\displaystyle K(t,s)}. Зная резольвенту, можно найти решение интегрального уравнения
{\displaystyle x(t)=y(t)+\lambda \int \limits _{0}^{1}K(t,s)x(s)\,ds}
при любом свободном члене {\displaystyle y(t)}.

## Обратный оператор в конечномерном пространстве
Оператор в конечномерном пространстве обратим тогда и только тогда, когда его ранг совпадает с размерностью пространства. Иначе говоря, определитель его матрицы отличен от нуля. Обратному оператору отвечает обратная матрица.